# Cine Club Núcleo
El Cine Club Núcleo fue fundado en 1952 por Salvador Sammaritano, Jorge Farenga, Luis Isaac Soriano y Ventura Pereyro con el propósito de difundir y mejorar el cine, mediante la exhibición de filmes ante sus socios y en funciones para universidades, clubes de barrio, plazas o villas de emergencia; también mediante el auspicio de semanas de cine, apoyo a cineclubs del interior y publicación de libros y revistas. Exhibe películas que no se han estrenado y realiza ciclos de revisión de grandes films clásicos y modernos. Núcleo fue uno de los primeros difusores en el país del cine del maestro Ingmar Bergman. Por allí pasaron muchos de los futuros realizadores más importantes de la Argentina.

## Historia
En 1952 fundó el Cine Club Núcleo un grupo de amigos que vivían en el barrio de Colegiales, en Buenos Aires, aficionados interesados en el cine y la música. Salvador Sammaritano asistía con frecuencia a las funciones que por entonces realizaba el Cine club Gente de Cine en la Sala del cine Biarritz y junto a Jorge Farenga, Luis Isaac Soriano y Ventura Pereyro se deciden a comenzar sus propias proyecciones de películas -la primera fue La Carreta (1923) de James Cruze usando  un viejo proyector 16 mm Kodascope de doble perforación que solo admitía filmes mudos-. Las funciones se desarrollaron en salas como el Teatro Los Independientes –luego llamado Teatro Payró)-, la Asociación Bancaria, Instituto de Cultura Religiosa, IFT, y los cines Lorraine, Dilecto, Lara, Alfil, Maxi, Premier, Complejo Tita Merello, Gaumont, entre otros. Con el tiempo se configuraron los martes de "pre-estreno" o películas que no ingresaran al circuito comercial, en tanto los ciclos de "revisión" se hacían en la sala del Cine Cosmos.
Por sugerencia del arquitecto Guillermo Linares, que era director de Acción Cultural de la Municipalidad de Buenos Aires a mediados de la década de 1960 salen al espacio público con un ciclo de siete noches seguidas de funciones con programación diferente en parque Rivadavia, con los proyectores en camiones con películas en 35mm., que tenía la Municipalidad, colocando una pantalla entre los árboles y 5000 bancos de plaza. Con una primitiva distribuidora que tenía material de los Estudios Pathé, se pasaba un documental sobre un tema artístico, un dibujo animado de estilo moderno, de los Canadian Film or Video Production Tax Credit (CPTC) o de Universum Film AG UFA y después un fílme de largometraje de distintos géneros, épico Alejandro Nevsky,cómico como Candilejas, etc. que presentaba Víctor Iturralde. 
El funcionario les pidió una función en una villa de emergencia en la que muchos de sus habitantes nunca habían visto cine ni televisión, y allí fueron con material del director Norman McLaren, con gran éxito.
El 16 de noviembre de 1984 el Cine Club Núcleo, se instituyó como Fundación.

## Publicaciones
Entre sus publicaciones se encuentran las revistas Tiempo de cine, una de las mejores escritas en español y Cine Ensayo; también los libros Cine sonoro americano y los Oscars de Hollywood 1927-1985, de Homero Alsina Thevenet y Reflexine de Roland (Rolando Fustiñana).
A ello se agregan las colecciones monográficas y los programas de las funciones, que en razón de la información que contienen son coleccionados por sus adherentes y solicitados por muchos cine clubes y cinematecas del mundo.

## Afiliaciones
El Cine Club Núcleo es miembro de la Federación Argentina de Cine Clubes y de la Federación Internacional de Cine Clubes. Fue declarado de interés cultural por la Legislatura de la Ciudad de Buenos Aires. La entidad fue invitada a la Ciudad de México en julio de 1996 por la Universidad Nacional Autónoma de México, donde se realizó un debate y una charla sobre el presente y el futuro de los Cine Clubes.

## Premios
- Premio Leopoldo Torre Nilsson, de la Cinemateca Argentina,

- Premio Revista sin Cortes,

- Premio a la Trayectoria a Salvador Sammaritano, del Fondo Nacional de las Artes y

- Mención Especial en el rubro Espectáculos de los Premios Konex de 1991.